# Pierre Bosson
Pierre Anatole Bosson (Anderlecht, 4 april 1910 - Mauthausen (Duitsland), 22 juli 1942) was een Belgisch politicus voor de KPB-PCB.

## Levensloop
Bosson groeide op in een Brusselse volkswijk en was de zoon van de uitbaters van een café. Op zijn veertiende ging hij als slijper aan de slag bij een juwelier. Vanaf zijn zestiende was hij aan de slag als edelsteenzetter. In 1931 belandde hij in de werkloosheid.
In 1926 sloot Bosson zich aan bij de autonome vakbond voor juweliers in Brussel. Twee jaar later, in april 1928, werd hij, onder de indruk van de communistische ideeën, actief in de jongerenafdeling van de Kommunistische Partij van België (KPB). Vanaf 1930 zetelde Bosson in het centraal comité van deze jongerenafdeling en in 1932  trad hij toe tot de redactie van het communistische jeugdblad Le Jeune Exploité. Datzelfde jaar overschouwde hij als gedelegeerde van het uitvoerend bureau van de communistische jongeren acties van jongeren in het kader van de algemene mijnstaking in de Borinage. Na anderhalf jaar werkloos te zijn geweest werd hij in 1933 aangeduid om een opleiding te volgen aan de Internationale Leninschool in Moskou. Na zijn terugkeer naar België deed hij zijn legerdienst bij de genie. In 1934 werd Bosson secretaris en nationaal schatbewaarder van de communistische jongerenafdeling.
In april 1935 nam hij deel aan het congres van de KPB dat het beleid en de structuur van de partij grondig hervormde en hetzelfde jaar vertegenwoordigde hij de Belgische communistische jongeren op het zevende congres van de Internationale Communistische Jongeren. Als een van de voornaamste leiders van de communistische jeugdbeweging zette Bosson zich onder meer in voor de fusie van de Socialistische Jonge Wacht en de Communistische Jeugd in de Jeune Garde socialiste unifiée, die op kerstmis 1936 werd bezegeld. Onder druk van de nationale leiding van de socialistische Belgische Werkliedenpartij werd in augustus 1937 het lidmaatschap van de verenigde socialistische Jonge Wachten onverenigbaar met het lidmaatschap van een andere partij dan de BWP, waardoor Bosson de jongerenvereniging verliet.
Ondertussen was Bosson lid geworden van het Centraal comité en van het Politiek bureau van de KPB. In die hoedanigheid stond hij in voor de relaties met de communistische jongeren en de rekrutering voor de Internationale Brigades die in de Spaanse Burgeroorlog aan de zijde van de republikeinen vocht.
Op 27 oktober 1936 werd hij op zijn 26ste volksvertegenwoordiger voor het arrondissement Brussel, als gevolg van het overlijden van Joseph Jacquemotte. Hij was hiermee het jongste lid van de Kamer van volksvertegenwoordigers, waar hij zetelde in de commissies Koloniën en Landsverdediging. Hij diende wetsvoorstellen in ter invoering van amnestie voor politieke misdrijven in Belgisch Congo en ter ontwikkeling van het officieel onderwijs in de kolonie. Bij de wetgevende verkiezingen van 1939 werd hij niet herkozen. Van oktober 1938 tot aan zijn dood was hij tevens gemeenteraadslid van Brussel.
Na de ondertekening van het Molotov-Ribbentroppact tussen Nazi-Duitsland en de Sovjet-Unie in augustus 1939 en de uitbraak van de Tweede Wereldoorlog een maand nadien werden de communisten als staatsvijand beschouwd en werd de communistische pers aan banden gelegd. Bosson kreeg vervolgens de opdracht om de basis te leggen voor een clandestien apparaat, zodat de communistische pers op semilegale wijze kon functioneren. In deze periode stond Bosson tevens in voor het Belgische luik van Jeunesse du Monde, het orgaan van de internationale communistische jongerenbeweging. Na de Duitse inval in België in mei 1940 werd Bosson gemobiliseerd als soldaat in de genie en in die hoedanigheid streed hij mee in de Achttiendaagse Veldtocht, die eindigde met de capitulatie van België. Bosson wist aan krijgsgevangenschap te ontsnappen en bleef actief in de ondergrondse Communistische partij. 
In februari 1941 stichtte hij met Felix Coenen de clandestiene Brusselse oorlogsversie van de Le Drapeau Rouge. Net voor het begin van de oorlog met de Sovjet-Unie in juni 1941 deden de Duitse bezetters een razzia onder de communistische leiders, maar Bosson ontsnapte er aan. Hij bereidde zich voor om voortaan een belangrijke rol te spelen, onder een valse identiteit, in het verzet. Hij werd echter gearresteerd in Jette op 4 oktober 1941 en werdgedeporteerd naar het concentratiekamp Mauthausen. Bosson overleed er in juli 1942, pas 32 geworden, aan een ontstoken wonde. Hij was getrouwd met Rose Osée (1911-2000) die eveneens tot het Verzet toetrad en eveneens werd gedeporteerd.